# 本杰明·卡多佐法学院

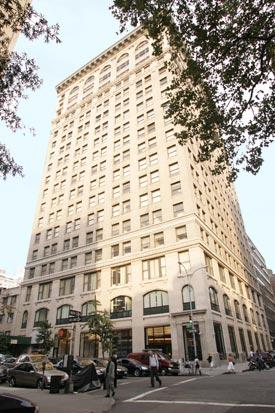
法学院大楼

本杰明·卡多佐法学院（Benjamin N. Cardozo School of Law）是一所自1976年起在美国纽约市曼哈顿地区创设的法学院，附属于犹太人开办的叶史瓦大学，是纽约市经过美国律师协会认证的8所法学院之一。

## 历史
该学院是以美国最高法院犹太人法官本杰明·卡多佐命名的。作为一所创设较晚的法学院，该学院的发展较为迅猛，排名上升很快。
在前一百名的法学院里，只有两所学院比该学院创建时间更晚。
该学院在《美国新闻与世界报道》的法学院排名里被评为第53名。

## 外部連結
- 官方网站
- ABA说明